# Michal Pančík (1971)
Michal Pančík (Brezno, 17 dicembre 1971) è un ex calciatore slovacco, di ruolo centrocampista.